# Ploče (Dubrovnik)

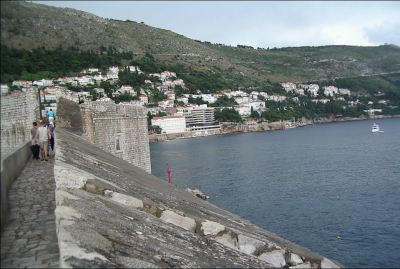
Barri de Ploče des de les muralles

Ploče és el nom d'un barri de Dubrovnik a Croàcia, a l'est de la ciutat. La zona de platja es diu Banje. Just al front té l'illa de Lokrum. Per la porta de Ploče s'accedeix a la ciutat vella de Ragusa (Grad). Com a edifici més destacat té el Llatzeret.
Una ciutat a uns 70 km al nord també porta el nom de Ploče